# Brock Anderso
Brock Alexander Lunde (nacido el 28 de febrero de 1997), más conocido por el nombre de ring Brock Anderson, es un luchador profesional estadounidense que firmó con All Elite Wrestling (AEW). Es hijo del miembro del Salón de la Fama de la WWE Arn Anderson. 

## Carrera de lucha libre profesional

### All Elite Wrestling (2021)
Antes de la primera aparición de Lunde, había sido visto en eventos de All Elite Wrestling (AEW), lo que generó rumores de que Lunde estaría involucrado con AEW. En el episodio del 29 de marzo de 2021 del podcast The Arn Show en la red Ad Free Shows, el padre de Lunde, Arn Anderson, reveló que Lunde había firmado un contrato con AEW y había estado entrenando y pagando cuotas. En un episodio posterior del podcast, Anderson también reveló que Lunde había sido entrenado por QT Marshall y Glacier en Nightmare Factory, las instalaciones de entrenamiento de AEW. Lunde también fue entrenado por el luchador profesional Lodi.
Lunde apareció por primera vez en el episodio del 11 de junio de 2021 (grabado el 5 de junio) de AEW Dynamite. En una entrevista con Tony Schiavone, Lunde junto a su padre Arn Anderson y el vicepresidente ejecutivo/intérprete de AEW Cody Rhodes, se anuncia que Lunde estaría luchando con la compañía como "Brock Anderson", un nuevo miembro de Nightmare Family y su primer El partido sería la próxima semana. La entrevista fue interrumpida por QT Marshall, quien sería uno de los oponentes en el primer partido de Lunde y se produjo una pelea. 
Lunde hizo su debut en la lucha libre profesional el 18 de junio de 2021 (grabado el 6 de junio). Lunde se asoció con su compañero luchador de segunda generación Cody Rhodes (hijo de Dusty Rhodes) para derrotar a QT Marshall y Aaron Solow en un combate en AEW Dynamite. El padre de Lunde, Arn Anderson, quien lo acompañó al ring, lo abrazó y levantó la mano después de ganar el combate.
Desde su debut, Lunde ha actuado en combates en AEW Dark y AEW Dark: Elevation luchando con y contra Billy Gunn y su hijo Colten Gunn.

## Vida personal
Lunde es hijo del luchador profesional retirado y miembro del Salón de la Fama de la WWE Arn Anderson. Lunde tiene un hermano llamado Barrett.
En 2015, Lunde se graduó de Providence High School. En la escuela secundaria, Lunde jugaba fútbol americano, ocupando el puesto 94 entre los apoyadores graduados en Carolina del Norte y el 904 en los Estados Unidos.
Después de la secundaria, Lunde fue a la universidad en la Universidad de Carolina del Este y se graduó en 2019.

## Filmografía

### Televisión
| Año  | Título            | Papel    | Notes |
| ---- | ----------------- | -------- | ----- |
| 2021 | Rhodes To The Top | Él Mismo |       |